# Terremoto de El Salvador de 1982
A las 00:22 del sábado 19 de junio de 1982 un sismo ubicado a 70 kilómetros al sureste de San Salvador y a 80 kilómetros de profundidad es sentido en todo El Salvador y fuera de sus fronteras.

## Daños
Causa graves daños en ciudades y monumentos nacionales en cinco departamentos San Salvador, La Libertad, La Paz, Sonsonate y Ahuachapán. Pero en especial las casas de adobe de Comasagua que es afectada de tal manera que las casas quedan reducidas a escombros.

## Réplicas
Se registran 90 réplicas, las cuales tienen unas magnitudes entre 2° Richter a 4.5° Richter la más fuerte.
Las réplicas duraron 7 días.